# Mindaka
Mindaka is een bestuurslaag in het regentschap Tegal van de provincie Midden-Java, Indonesië. Mindaka telt 3766 inwoners (volkstelling 2010).